# Trine Runge
Trine Runge (født 2. maj 1959) er en dansk skuespiller.
I de senere år har Trine mest været at finde på film og TV, hvor hun blandt andet har spillet med i filmen Familien Gregersen og serien Historien om Danmark.
Hun er uddannet fra Skuespillerskolen ved Odense Teater i 1986. Trine startede oprindeligt som danser, men som ung blev hun optaget på Odense Teaterskole. Som nyudklækket skuespiller blev Trine ansat på Odense Teater.
Hun er søster til Cecilie Runge Altenkamp og til musikerne Jens Runge og Søren Runge.

## Filmografi

### Film
- Bran Alla Mina Brev (2021)
- I blodet (2016)
- Idealisten (2015)
- Bellum (2010)
- Familien Gregersen (2004)
- Trækfugle (2001)
- Antenneforeningen (1998)

### Tv-serier
- Sommerdahl (2023)
- Sygeplejersken (2023)
- Klassen (2021)
- Ulven kommer (2020)
- Historien om Danmark (2017)
- Heartless (2014)
- Familien Gregersen (2004)
- NU er det NU (2000)
- Hvide løgne (1998-2001)